# Jacqueline Gareau
Jacqueline Gareau, född 10 mars 1953, är en friidrottare från Kanada. Hon deltog vid olympiska sommarspelen 1984.